# دهستان فردوس (جیرفت)
دهستان فردوس نام دهستانی در بخش اسفندقه شهرستان جیرفت، استان کرمان در ایران است.